# Supravee Miprathang
Supravee Miprathang (Thai: สุประวีณ์ มีประทัง; * 19. Juli 1996 in Samut Sakhon), auch als Beet bekannt, ist ein thailändischer Fußballspieler.

## Karriere

### Verein
Supravee Miprathang erlernte das Fußballspielen in der Jugendmannschaft des Assumption United FC in der Hauptstadt Bangkok. Am 1. Januar 2013 unterschrieb er seinen ersten Vertrag bei Muangthong United. Der Verein aus Pak Kret, einem Vorort der Hauptstadt, spielte in der ersten Liga. Von Februar 2013 bis Juni 2014 wurde er an seinen Jugendverein Assumption United ausgeliehen. Mit dem Verein spielte er 29-mal in der dritten Liga, der damaligen Regional League Division 2. Nach der Ausleihe kehrte er zu Muangthong zurück. Für SCG absolvierte er zwei Erstligaspiele. 2016 wechselte er nach Pattaya zu Erstligaaufsteiger Pattaya United. Bis Mitte 2018 spielte er 42-mal für die Dolphins in der ersten Liga. Im Juli 2018 wechselte er zu Suphanburi FC. Für den Verein aus Suphanburi stand er 28-mal in der ersten Liga auf dem Spielfeld. Kasetsart FC, ein Bangkoker Zweitligist, verpflichtete ihn im Juni 2021. Bei dem Zweitligisten stand er bis Saisonende 2021/22 unter Vertrag. Für den Hauptstadtverein absolvierte er 21 Ligaspiele. Im Juni 2022 ging er wieder in die erste Liga, wo er in Ratchaburi einen Vertrag beim Ratchaburi FC unterschrieb. Nach neun Erstligaspielen wechselte er im Dezember 2022 auf Leihbasis zum Ligakonkurrenten Sukhothai FC. Für den Verein aus Sukhothai (Stadt)Sukhothai bestritt er in der Rückrunde sechs Erstligaspiele. Nach der Ausleihe kehrte er nach Ratchaburi zurück. Hier wurde sein Vertrag nicht verlängert. Im Juni 2023 verpflichtete ihn der Zweitligaaufsteiger Dragon Pathumwan Kanchanaburi FC aus Kanchanaburi. Nach elf Ligaspielen wechselte er im Januar 2024 zum ebenfalls in der zweiten Liga spielenden Lampang FC. Für den Verein aus Lampang bestritt er 43 Ligaspiele. Hierbei erzielte er einen Treffer. Im Sommer 2025 wechselte er zum Ligakonkurrenten Bangkok FC.

### Nationalmannschaft
Von 2011 bis 2012 spielte er neun Mal für die thailändische U16-Nationalmannschaft, wobei er zwei Tore erzielte. Für die thailändische U20-Nationalmannschaft spielte er 2013 bis 2014 zehnmal und schoss in dieser Zeit zwei Tore. Für die thailändische U21-Nationalmannschaft lief er 2016 zweimal auf. Einmal lief er 2016 für die thailändische U23-Nationalmannschaft auf.